# Бесая
Беса́я (самоназвание — "люди реки")- народ восточной Малайзии, проживающий в низовьях рек, впадающих в бухту Бруней. Численность народа составляет около 40 тыс. человек.
Этот народ говорит на языке бесая, относящийся к западно-австронезийской группе австронезийской семьи. (Членов 1999: 96)

## Культура
Сохраняются музыкальный и танцевальный фольклор,а также эпос. Практикуется вторичное захоронение. В отличие от других народов Калимантана не занимались охотой за головами. Существуют шаманы (балиан) и знахари (дукун). (Narendra 2004: 120)

## Пища
Основная пища — это рис с рыбой, овощами и пряностями. Мясо употребляется только по праздникам.(Huhua Cao 2009: 45)

## Занятия
Основное занятие — ручное суходольное рисосеяние. На рисовых полях выращивают кукурузу, перец, тыквы, бобовые. К техническим культурам относятся-кокосовая пальма, табак. Занимаются разведением буйволов, кур, свиней, пресноводным рыболовством, охотой, женщины — собирательством (мёд, камфора, гуттаперча, дамаровая смола). 
К традиционным ремёслам относятся- изготовление тапы, обработка дерева.(Consuelo 2009: 63)

## Религия
Большинство бесая относятся к мусульманам-суннитам. Также есть христиане-протестанты.

## Общество и образ жизни
Традиционное поселение состоит из вытянутых вдоль реки длинных домов (до 60 м), которые не разделены на помещения для нуклеарных семей. 
Современная одежда малайского типа.